# (24662) Gryll
(24662) Gryll est un astéroïde de la ceinture principale.

## Description
(24662) Gryll est un astéroïde de la ceinture principale. Il fut découvert le 14 avril 1988 à l'Observatoire Kleť par Antonín Mrkos. Il présente une orbite caractérisée par un demi-grand axe de 2,33 UA, une excentricité de 0,13 et une inclinaison de 6,3° par rapport à l'écliptique.

## Compléments